# ナポリと女と泥棒たち
『ナポリと女と泥棒たち』（ナポリとおんなとどろぼうたち、イタリア語: Operazione San Gennaro, 「聖ジェンナーロ作戦」の意）は、1966年製作・公開、ディーノ・リージ監督によるイタリア・フランス・西ドイツ合作映画である。イタリア式コメディの1作。

## 略歴・概要
本作は、1966年にイタリア・ローマのウルトラ・フィルム、フランス・パリのリール・フィルム、西ドイツ（現在のドイツ）・ミュンヘンのロクシー・フィルムが合同製作、イタリア・カンパニア州ナポリ県のナポリでロケーション撮影を行って完成、同社が配給して同年11月25日にイタリア国内で公開、翌1967年9月27日にフランス国内で公開された。同年、第5回モスクワ国際映画祭に出品され、銀賞を受賞した。
原題は日本語題と異なり「ナポリ」の語がないが、「聖ジェンナーロ作戦」を意味し、聖ジェンナーロはナポリの守護聖人であり、ヤヌアリウスの同地での名称である。
日本では、フランス公開と同年の1967年に日本ヘラルド映画が輸入し、同年10月22日、同社が配給して公開された。日本でのビデオグラムは、1991年6月21日、パック・イン・ビデオがVHSセルビデオとして発売、DVDでの発売は2010年8月現在行われていない。

## キャスト
| 役名                     | 俳優                     | 日本語吹替                          | 日本語吹替                          |
| 役名                     | 俳優                     | TBS版                               | テレビ東京版                        |
| ------------------------ | ------------------------ | ----------------------------------- | ----------------------------------- |
| ドゥドゥ                 | ニーノ・マンフレディ     | 田口計                              | 青野武                              |
| マギー                   | センタ・バーガー         | 北浜晴子                            | 宗形智子                            |
| ジャック                 | ハリー・ガーディノ       | 山内雅人                            | 鹿島信哉                            |
| コンチェッツィーナ       | クローディーヌ・オージェ |                                     | 有馬瑞香                            |
| ドン・ヴィンツェンツィオ | トト                     |                                     | 益富信孝                            |
| シャシロ                 | マリオ・アドルフ         |                                     | 平野稔                              |
| アゴーニャ               | ウーゴ・ファンガレッジ   |                                     | 秋元羊介                            |
| キャプテン               | ダンテ・マッジオ         |                                     | 小関一                              |
| 男爵                     | ピヌッチオ・アルディア   |                                     | 宮沢元                              |
| かあさん                 | ヴィットリア・クリスポ   |                                     | 友近恵子                            |
| オンピーゾ               |                          |                                     | 広瀬正志                            |
| フランク                 |                          |                                     | 笹岡繁蔵                            |
|                          |                          |                                     |                                     |
| 演出                     | 演出                     |                                     | 松川陸                              |
| 翻訳                     | 翻訳                     |                                     | 金丸美南子/志南知生                 |
| 効果                     | 効果                     |                                     | 南部光庸/大橋勝次                   |
| 調整                     | 調整                     |                                     | 遠西勝三                            |
| 制作                     | 制作                     |                                     | ザック・プロモーション              |
| 解説                     | 解説                     | 荻昌弘                              |                                     |
| 初回放送                 | 初回放送                 | 1970年11月16日 『月曜ロードショー』 | 1983年2月16日 『2時のロードショー』 |

※ TBS版は名作洋画劇場VHS収録

## スタッフ
- エグゼクティヴプロデューサー : トゥーリ・ヴァジーレ （Turi Vasile）、ルッギ・ヴァルトライトナー （Ludwig Waldleitner）
- 監督 : ディーノ・リージ
- 脚本 : ディーノ・リージ、エンニオ・デ・コンチーニ （Ennio De Concini）、アドリアーノ・バラッコ （Adriano Baracco）
- 台詞 : ニーノ・マンフレディ
- 撮影 : アルド・トンティ （Aldo Tonti [4]）
- 美術 : ルイジ・スカッチャノーチェ （Luigi Scaccianoce）
- 編集 : フランコ・フラティチェリ （Franco Fraticelli）
- 音楽 : アルマンド・トロヴァヨーリ （Armando Trovajoli）

## 註
1. 1 2 3  The Treasure of San Gennaro, Internet Movie Database （英語）, 2010年8月19日閲覧。
2. 1 2  ナポリと女と泥棒たち、キネマ旬報映画データベース、2010年8月19日閲覧。
3. 1 2  ナポリと女と泥棒たち、allcinema ONLINE、2010年8月19日閲覧。
4. ↑  Aldo Tonti - IMDb（英語）, 2010年8月19日閲覧。